# Saint-Cyrille-de-Lessard
Saint-Cyrille-de-Lessard es un municipio parroquial canadiense situado en la provincia de Quebec.

## Superficie
Saint-Cyrille-de-Lessard tiene una superficie de 230,52 km².

## Demografía
En 2021, tenía 742 habitantes, una densidad poblacional de 3,2 hab./km², y 559 viviendas.